# كيلر كاريوكي - غني لو تقدر
كيلر كاريوكي - غني لو تقدر برنامج مسابقات ترفيهي يمزج بين التسلية والتشويق والموسيقا.
هو النسخة العربية من البرنامج البريطاني الشهير "Sing if you can". وتم الإنتاج مناصفتا بين ثلاث قنوات هي تلفزيون الحياة المصري، إم تي في اللبناني وتلفزيون أبوظبي الإماراتي. تولى التقديم كل من الممثل المصري أحمد الفيشاوي والممثلة اللبنانية سينتيا خليفة.
انطلق الموسم الأول من المسابقة في 13 آذار واستمر حتى 6 حزيران 2014. الجائزة المقدمة بلغ قدرها 35.000 دولار أمريكي.

## فكرة البرنامج
تعتمد المسابقة بشكل أساسي على الغناء ولكن في ظل أصعب الظروف، وذلك في جميع مرحلة البرامج وصولا إلى المرحلة النهائية. على المتسابقين أن يتمتعوا بقلب قوي، جراءة وقدرة على تخطى العديد من العقبات والصعوبات أثناء الغناء، كالغناء داخل حوض مياه وسخة مليء بالحشرات والثعابين والحيوانات الغربية، أو الغناء أثناء مطاردة كلاب شرسة، التعرض لصواعق الكهربائية، أو في أجواء باردة أو ساخنة.
ويتعرض المشتركون في البرنامج إلى تحديات فردية خلال ثلاث جولات، يختار الجمهور من خلال التصويت عبر أجهزة خاصة، ثلاثة مشتركين من أصل ستة للمبارزة في الجولة الأخيرة، حيث يؤدون أغنية مشتركة ويتبارزون على البقاء وسط عجلة دوارة، ومن يبقى واقفا دون الانقطاع عن الغناء إلى النهاية فهو من سيكون الفائز بتلك الحلقة.